# Dysauxes quadripuncta
Dysauxes quadripuncta là một loài bướm đêm thuộc phân họ Arctiinae, họ Erebidae.